# N,N-Dimethyltoluidine
Die N,N-Dimethyltoluidine bilden eine Stoffgruppe in der Chemie und sind aromatische Verbindungen mit einer Dimethylaminogruppe [–N(CH3)2] und einer Methylgruppe (–CH3) als Substituenten am Benzolring. Durch unterschiedliche Anordnung der Substituenten ergeben sich drei Konstitutionsisomere mit der Summenformel C9H13N. Als Isomere mit der gleichen Summenformel gibt es u. a. die Trimethylaniline.

## Vertreter
| Gefahrensymbol | Gefahrensymbol |

| Gefahrensymbol | Gefahrensymbol |

| Gefahrensymbol | Gefahrensymbol |